# 栗井茶
栗井茶（くりいちゃ、1983年8月22日 - ）は、日本の漫画家。血液型はA型。

## 経歴
2008年（平成20年）、ヤングガンガン（スクウェア・エニックス）主催の「第3回ヤングガンガン漫画賞FLaG!」のギャグ（4コマ・ショート）部門に『駅前スラム』を応募。部門別特別賞と中村光審査員特別賞を受賞。 
2009年（平成21年）、『増刊ヤングガンガン』Vol.06に、読切漫画「クーリングオン」が掲載されてデビュー。
同年『ヤングガンガン』2009 No.18より、『+チック姉さん』を現在まで不定期連載している。2011年（平成23年）には単行本発売に先駆けアニメ化され、ヤングガンガン公式サイトほか、ニコニコ動画、YouTube、ガンガンONLINEでWebアニメが配信される。
2015年（平成27年）から2016年（平成28年）まで、『月刊ビッグガンガン』にて『アオイココロが地球を割る(削る)』を短期連載。

## 人物・作風
漫画を描き始めたきっかけは「どうやったらエロゲとかの原画家になれるのかわからなかったから。」としている。
影響を受けた漫画は井上行広の『アクシズのハマーンさん』。
主にギャグ漫画を執筆。シュール、ブラックジョーク、過度な下ネタを盛り込むのが特徴。「第3回ヤングガンガン漫画賞FLaG!」受賞時、審査員を務めた中村光と極楽院櫻子、ヤングガンガン編集部から、キャラクター作りの巧さを評価されている。
執筆する漫画は、北海道札幌市を舞台とすることが多い。『+チック姉さん』は、札幌市をモデルとした架空の都市「THE市」が登場。『アオイココロが地球を割る(削る)』では、札幌市であることが明確に描写されている。

## 作品リスト

### 漫画作品
|  | 連載作品 |  | 読切作品 |

| タイトル                       | 形式 | 掲載誌                                          | 備考                                                                                            |
| ------------------------------ | ---- | ----------------------------------------------- | ----------------------------------------------------------------------------------------------- |
| 駅前スラム                     | 読切 | 未掲載（2008年）                                | 「第3回ヤングガンガン漫画賞FLaG!」受賞作。全16P。                                               |
| クーリングオン                 | 読切 | 『増刊ヤングガンガン』Vol.06                    | 雑誌掲載デビュー作。『+チック姉さん』単行本5巻に収録。                                          |
| +チック姉さん                  | 連載 | 『ヤングガンガン』2009 No.18 - 連載中           | 不定期連載。『増刊ヤングガンガン』『月刊ビッグガンガン』 『ガンガンONLINE』への出張掲載もある。 |
| プロテインベイビー             | 読切 | 『増刊ヤングガンガン』Vol.11                    | 『+チック姉さん』単行本4巻に収録。                                                              |
| アオイココロが地球を割る(削る) | 連載 | 『月刊ビッグガンガン』2015 Vol.07 - 2016 Vol.02 |                                                                                                 |
| メメメメメメメメメメンヘラぁ…  | 連載 | 『マンガUP!』 - 連載中                          | 『+チック姉さん』の再録のほか、描きおろしを連載。                                               |

### 単行本
発行は全てスクウェア・エニックス。
- ヤングガンガンコミックス
  - +チック姉さん（既刊27巻、2011年 - ）
  - メメメメメメメメメメンヘラぁ…（既刊5巻、2016年 - ） - 『+チック姉さん』で掲載していた佐々木唯と山田のエピソードを再録した単行本[5]。描き下ろしと特別読切も収録[5]。2巻では再録のほか、連載分を収録[6]。
- ビッグガンガンコミックス
  - アオイココロが地球を割る(削る)（既刊1巻、2016年 - ）